# 文芸社文庫
文芸社文庫（ぶんげいしゃぶんこ）は、株式会社文芸社が発行している文庫レーベル。2011年（平成23年）2月に創刊された。サブレーベルにBL系の「文芸社ピーチ文庫」(2013年（平成25年）2月より)、ライト文芸系の「文芸社文庫NEO」（2017年（平成29年）1月より）がある。

## 概要
株式会社文芸社の発行作品において、プロ・アマチュア問わず、作家が自由に創作活動をしてきたという経緯を踏まえ、創刊時に「自由という名の文庫誕生。文芸社文庫」というキャッチフレーズが掲げられた。
価格・利便性の面から受け入れられやすい文庫という形式で、より多くの読者に文芸社のミリオンセラーを提供することを目的としている。
2012年2月には、同時期に創刊された草思社の草思社文庫と合同で「文芸社×草思社 文庫創刊1周年フェア」が開催された。

## 主な作品
- Jamais Jamais「B型自分の説明書」
- Jamais Jamais「A型自分の説明書」
- Jamais Jamais「O型自分の説明書」
- Jamais Jamais「AB型自分の説明書」
- 山田悠介「その時までサヨナラ」
- 山田悠介「ニホンブンレツ」
- 山田悠介「君がいる時はいつも雨」
- 鷲田小彌太「定年と読書 知的生き方をめざす発想と方法」
- 鷲田小彌太「シニアの読書生活」
- 森永卓郎「年収300万円未満時代の会社との付き合い方」
- 内田重久「それからの三国志 上 烈風の巻」
- 内田重久「それからの三国志 下 陽炎の巻」
- 安恒理：著、村上隆英：監修「フェイスブック・ツイッター時代に使いたくなる『孫子の兵法』」
- 加野厚志「名参謀 黒田官兵衛 戦国最強の交渉人」
- 明智憲三郎「本能寺の変 431年目の真実」
- 立浪和義「増補版 負けん気」
- テッド･Y･フルモト「バンクーバー朝日」
- テッド･Y･フルモト「テディーズ・アワー」
- 由良弥生「大人もおじけづく 世界の仰天『昔ばなし』」
- 南英男「番外警視 悪徳」
- 杉田望「中村修二 ノーベル物理学賞受賞までの闘い」